# Idioma dappil
El idioma Tulua, también escrito Toolooa y Dulua, y también conocido como Narung, es un idioma aborigen australiano extinto. de Queensland en Australia
Dappil (Dapil) puede ser otro nombre para el mismo idioma; son tratados como tales por Terrill (1998). Sin embargo, el Dappil y el pueblo Tulua posiblemente eran los mismos pueblos, y no es seguro a qué se referían los nombres. Por ejemplo, Toolooa y Dappil en Mathew (1913) corresponden a Dapil en Kite and Wurm (2004).
A partir de 2020, AIATSIS da prioridad al nombre "Tulua" para el idioma, y el Tulua es uno de los 20 idiomas priorizados como parte del Proyecto de Apoyo a Idiomas Prioritarios, realizado por First Languages Australia y financiado por el Departamento de Comunicaciones y Artes. El proyecto tiene como objetivo "identificar y documentar idiomas en peligro crítico, aquellos idiomas para los que existe poca o ninguna documentación, donde no se han realizado grabaciones previamente, pero donde hay hablantes vivos".